# Bartolomeo Cesi (Kardinal)
Bartolomeo Cesi (* 1567 in Rom; † 18. Oktober 1621 in Tivoli) war ein italienischer Geistlicher, Bischof und Kardinal der Römischen Kirche.

## Leben

### Herkunft und frühe Jahre
Er entstammte der Familie der Herzöge von Acquasparta und war das zweite von fünf Kindern des signore von Monticelli, Angelo Cesi, und dessen Ehefrau Beatrice Caetani. Bartolomeo Cesi war ein Großneffe der Kardinäle Paolo Emilio Cesi und Federico Cesi, ferner war er mit Kardinal Pierdonato Cesi seniore verwandt. Er studierte an der Universität Perugia, wo er 1587 zum Doctor iuris utriusque promoviert wurde. Als Hausprälat Seiner Heiligkeit trat er in den Dienst der römischen Kurie und wurde Referendar an den Gerichtshöfen der Apostolischen Signatur. 1586 wurde er Apostolischer Protonotar participantium und am 1. April 1589 Kleriker der Apostolischen Kammer. Am 8. Januar 1590 wurde Cesi Gouverneur von Civitavecchia, 1593 begegnet er als Präfekt der Archive. Die Priesterweihe, deren Datum nicht bekannt ist, empfing er zusammen mit Kardinal Pietro Aldobrandini in Loreto durch Papst Clemens VIII., als dieser auf der Rückreise von Ferrara dort Halt machte.

### Kardinalat
Papst Clemens VIII. kreierte ihn im Konsistorium vom 5. Juni 1596 zum Kardinaldiakon. Den roten Hut erhielt Bartolomeo Cesi am 8. Juni desselben Jahres, und am 21. Juni wurde ihm Santa Maria in Portico Octaviae als Titeldiakonie verliehen. Vom 17. September 1597 bis 1605 war er Gouverneur von Tivoli. Als Kardinal nahm er am ersten Konklave von 1605 teil, das Papst Leo XI. wählte. Vom 1. bis zum 27. April war Kardinal Cesi Gouverneur der Stadt und Festung Benevento. Danach war er Teilnehmer am zweiten Konklave von 1605, aus dem Paul V. als Papst hervorging. Am 5. Dezember 1611 optierte Bartolomeo Cesi zur Kardinalsklasse der Kardinalpriester und für die Titelkirche San Pietro in Vincoli. Vom 9. Januar 1612 bis zum 13. Januar 1614 war er Kämmerer des Heiligen Kardinalskollegiums. Er optierte am 7. Januar 1613 für die Titelkirche Santa Prassede. Am 31. August 1620 optierte er zur Titelkirche Santa Maria in Trastevere Er nahm am Konklave 1621 mit der Wahl von Gregor XV. teil und optierte am 29. März desselben Jahres zum Titel von San Lorenzo in Lucina. Bartolomeo Cesi war Kardinalprotopriester.

### Bischofsämter
Papst Paul V. ernannte ihn am 10. März 1608 zum Erzbischof von Conza. Die Bischofsweihe spendete ihm am 13. April 1608 in der Kirche Santa Maria in Portico Kardinal Bonifacio Caetani; Mitkonsekratoren waren Francesco Montorio, Bischof von Nicastro, und Placido Della Marra, Bischof von Melfi. Auf die Leitung des Erzbistums Conza verzichtete er Anfang 1614 und wurde am 5. Mai 1621 auf den Bischofssitz von Tivoli transferiert, wo er im Oktober desselben Jahres starb. Sein Leichnam wurde nach Rom überführt und dort in einer Familiengruft in der Basilika Santa Maria Maggiore beigesetzt.